# Клименюк Олександр Валеріанович
Клименюк Олександр Валеріанович (30 грудня 1944 р.) — український філософ і дослідник, синектик-аналітик, педагог та громадсько-освітній діяч. Кандидат технічних наук (1983), провідний науковий співробітник (1990), професор (1996).

## Біографія
Клименюк Олександр Валеріанович народився 30 грудня 1944 року в м. Білогірськ Амурської області, Росія. У 1968 році закінчив Київський ордена Леніна політехнічний інститут (нині Національний технічний університет України «Київський політехнічний інститут імені Ігоря Сікорського»).

## Трудова діяльність
1969—1971 — інженер-конструктор, інженер-конструктор першої категорії інституту «Укрниипластмаш»;
1971—1990 — молодший науковий співробітник, старший науковий співробітник НПО «Внииживмаш»;
1990—1992 — провідний науковий співробітник, завідувач лабораторії теоретичних пошуків;
1992—1993 — завідувач відділу менеджменту і системних досліджень;
1993—1996 — завідувач навчально-методичного відділу підготовки менеджерів освіти та завідувач кафедри технологій виробництва Українського інституту підвищення кваліфікації керівних кадрів освіти;
1996—1997 — професор кафедри основ професійної освіти Українського інституту підвищення кваліфікації керівних кадрів освіти;
1997 — професор кафедри проблем вищої школи Державної академії керівних кадрів освіти;
1997—2001 — докторант кафедри гуманітарної освіти та виховання Центрального інституту післядипломної педагогічної освіти (ЦІППО);
у 2001 закінчив докторантуру Центрального інституту післядипломної педагогічної освіти зі спеціальності 09.00.10 — філософія науки, культури та освіти;
2001—2006 — професор кафедри права та безпеки життєдіяльності ЦІППО;
2006—по теперішній час — професор Центру кар'єрного зростання Міжнародного університету фінансів.

## Громадська діяльність
Протягом багатьох років здійснював громадсько-просвітню діяльність у державних вузах і НДІ як член товариства «Знання» та вів проблемні семінари з питань теорії евристики, технології творчості, теорії якісного проектування, теорії вирішення дослідницьких завдань, а також методології, технології та методів наукового дослідження. Є членом редколегії міжнародного збірника наукових праць «Україна — Європа — Світ» Тернопільського національного педагогічного університету ім. В. Гнатюка та методологом-консультантом добровільного товариства «Київська фонетична школа».

## Наукова діяльність
Основні напрями теоретичних і експериментальних наукових досліджень: машинобудування, педагогіка, філософія та когнітивістика. Опублікував понад 200 наукових праць, серед яких 2 одноосібні монографії: «Системний підхід до інтенсифікації технологічних процесів» (1998), «Знание, познание, когниция» (2010) та 2 монографії у співавторстві: «Методологические основы когнитивных лингво-энергетических исследований» (2022), «Маніпуляція в мовленнєвій комунікації» (2024).

## Результати наукової діяльності
О.В.Клименюк є автором ортодоксально-альтернативного підходу до розробки проблем розумово-пошукової діяльності, на підставі якого ним у монографії «Системний підхід до інтенсифікації технологічних процесів» (1998) запропоновано та вичерпно обґрунтовано нову системну концепцію створення триваложивучих імунно-конкурентних технічних систем. В обсязі викладеної у цій праці концепції ним вперше впроваджено в безпосередню наукову практику такій новий теоретичний інструментарій як: інтегральна модель розвитку культурного і технологічного знання; системна модель структури типового технологічного процесу та узагальнена структурна схема взаємодії типових технологічних процесів; узагальнена кібернетична шестирівнева класифікація методів інтенсифікації технологічних процесів; загальна кібернетична схема структури інформаційної системи пошуку нових альтернатив технічних, технологічних та управлінських рішень з розробки та впровадження засобів інтенсифікації виробничих процесів; метод гістограм для аналізу витрат енергії на роботу технологічної лінії та морфологічні карти альтернативного пошуку засобів і методів інтенсифікації технологічних процесів.
Особливої глобальності й перспективної значущості за результатами практичної апробації набули розроблені ним метод комплексної оцінки ступеня досконалості технологічних процесів, машин та обладнання, а також новий підхід до класифікації властивостей технологічної сировини, матеріалів і продуктів.
У виданій у 2010 році російськомовній монографії «Знание, познание, когниция» О. В. Клименюк представив авторське філософсько-методологічне бачення концептуально-синергетичних основ проведення комплексних міждисциплінарних досліджень когнітивних процесів формування, збереження і використання знання; розглянув загальнометодологічні принципи, методи і підходи до наукового пізнання; обґрунтував системно-кібернетичні моделі розвитку знання, повної зірки полілектики, полів і воронки екзистенціальної комунікації, концептосфери і механізмів когнітивного мислення, саморозвитку історичних процесів і буття особистості, а також запропонував оригінальну методику трансцендентного моделювання.
З досвіду багаторічної наукової діяльності О.В.Клименюк напрацював три авторських підручника дослідника: «Методологія та методи наукового дослідження» (2005), «Технологія наукового дослідження» (2006), «Виклад та оформлення результатів дослідження» (2007), унікальність яких полягає в тому, що в них вперше на методологічному рівні сформовано алгоритми реалізації мисленнєвих актів і процедур академічного формулювання проблеми, теми, мети, завдань і питань дослідження, алгоритми структур, логіки і специфіки смисломісткого насичення кожного розділу дисертаційної праці, логічні алгоритми й кліше оформлення результатів дослідження для публікації в монографіях, наукових статтях і тезах доповідей.
Принциповою новизною цих підручників є їхня практична придатність обслуговувати широке коло фахівців різних напрямів сучасних наукових досліджень. Загальна сфера наукових інтересів О.В.Клименюка є досить широкою: крім низки загальних традиційних питань філософії, він розробляє досить складні проблеми методології пізнання та публікує фундаментальні праці з проблем у галузі машинобудування, просвіти, освіти й педагогіки, активно продукує новаторські ідеї й концептуально-методологічні положення стосовно досліджень у сферах когнітивістики, лінгвістики й інших гуманітарних наук.
Особистими теоретико-науковими здобутками О.В. Клименюка за його понад 50-річну творчу діяльність є такі:
У галузі філософії: спіралеподібна та інтегральна моделі розвитку знання та пізнання [1:5-17; 2:15-33; 3:127-146; 5:15-33]; ортодоксально-альтернативний підхід до дослідження процесів та явищ оточуючої дійсності [2:136-148]; системна концепція уніфікації, діалектики й полілектики у пізнанні та просторова модель зірки полілектики [3:147-167; 4:148-168]; системно-концептуальне моделювання сфер функціонування філософського знання [3:5-35; 4:38-51; 5:343-48], моделі альтернатив саморозвитку системи суперечностей в когніції [4:244-256] (лінійна модель [4:250], площинна модель [4:253], просторова модель [4:254], тривимірна модель полілектичної взаємодії суперечностей [4:246]).
У галузі загальнонаукової методології: методологія трансцендентного моделювання [3:235-266] (схема координат простору формування наукових уявлень про об’єкт дослідження [3:243], модель розташування окремих полів знання у площині наукових уявлень про об’єкт дослідження  [3:247], модель розташування окремих полів уявлень у площині наукового відображення об’єкта дослідження  [3:250], модель розташування окремих полів наукових методологічних знань у площині пізнання об’єкта дослідження  [3:251], методологічна схема поділу загальної площини наукового знання на її окремі поля [3:253], моделі виникнення діалектичних суперечностей між полями існуючого знання [3:255],  модель розташування обсягу академічних уявлень у просторі їх взаємодії з іншими науковими уявленнями [3:262]; концепція латентного парадокса людського буття та просторові моделі процесів духовної самоідентифікації й набуття поведінкових навичок окремих груп індивідів [4:338-360] (модель квінтильйонів суперечностей у духовній самоідентифікації й поведінкових навичках особистості [4:351-360], просторові моделі розгляду та аналізу результатів духовної самоідентифікації й набуття поведінкових навичок окремими групами індивідів: в соціумах з авторитарною та демократичною формами правління  [4:351,352], у соціумах, орієнтованих на задоволення колективних чи індивідуальних інтересів [4:353]); методологія моделювання актуалізації рефлекторних та інстинктивних актів у саморозвитку процесів мислемовлення та миследій індивіда [4:386-395] (моделі типових структур-атракторів рефлекторної поведінки індивіда [4:390], моделі структур-атракторів безумовної інстинктивної поведінки індивіда [4:393], моделі структур-атракторів умовно інстинктивної поведінки індивіда [4:394]); методологія і матричний метод ядерно-смислового аналізу смисломістких елементів у формулюваннях наукових понять [5:13-21].
У галузі технічного знання: комплексний метод оцінки коефіцієнта корисної дії та ступеня досконалості технологій [2:185-201]; вербально-графічна модель узагальненої структурної схеми елементів типових технологічних процесів [2:28-32]; багаторівнева узагальнена вербально-графічна класифікація методів інтенсифікації технологічних процесів [2:48-119]; загальна методологічна схема структури інформаційної системі пошуку альтернативних рішень [2:138]; метод гістограм для аналізу технологій [2:169-174]; метод пошуку перспективних способів і засобів інтенсифікації технологічних процесів [2:174-161]; новий підхід до класифікації властивостей технологічної сировини, матеріалів і продуктів [2:201-224]; концептуальна модель створення комплексних універсально-спеціалізованих систем машин та обладнання [2:225-243].    
У галузі когнітивістики: концептуальні моделі екзистенційної комунікації (загальна інтерпретаційна модель тезаурусів пам’яті індивіда та взаємодії сфер його комунікативного простору [3:178]), модель смисло-змістового членування системи тезаурусів індивіда та сфер його комунікативного простору [3:179]); варіантна модель реальної взаємодії макро- й мікрокосмів пам’яті індивіда в процесі комунікації [3:183, 278], узагальнена модель процесу полілектичної екзестійної комунікації [3:185]); теоретико-методологічні основи моделювання когнітивних процесів (модель піраміди духовного буття людини [3:210], елементарна модель матриці концептуального поля пам’яті індивіда [3:215, 4:224], елементарна схема процесів змістового насичення матриці концептуального поля пам’яті індивіда [3:217, 4:226], загальна модель концептосфери пам’яті індивіда [3:218, 4:227], топографічна модель видів духовного буття індивіда в обсязі його концептосфери [3:219, 4:228]), формалізована модель енергетичної взаємодії елементів нейронної мережі мозку людини [3:226, 4:235]; методологія синергетичного моделювання потоку мислення людини [4:395-425] (елементарна площинна модель саморозвитку потоку мислення людини [4:397], структура методологічної схеми для просторового моделювання саморозвитку потоку мислення людини [4:402], просторові енергетичні моделі саморозвитку структур-атракторів головної думки індивіда [4:411, 413, 414], енергетична модель усвідомлення індивідом результатів його мислення [4:418], енергетична модель механізму породження обмовки [4:419], модель виникнення петлі табу [4:421]).
У галузі педагогіки: концепція полілектичної єдності культури та пізнання [4:168-171], узагальнена модель механізму навчання [3:172; 4:173], інваріантні когнітивні моделі утворення у психіці індивіда часткових картин світу [4:216], модель формування обсягу і спрямування елемента знання у навчанні [3:175; 4:176].
У галузі історичних наук: методологія синергетичного моделювання саморозвитку історичних процесів [3:2676-205] (узагальнена системна модель взаємодії факторів, що визначають саморозвиток особистості [3:269], структурна модель перебігу стохастичного саморозвитку процесу мислення у ментальній сфері духовного буття індивіда [3:281],  моделі типових структур-атракторів саморозвитку процесів становлення особистості людини [3:285], узагальнена просторова модель структури-атрактора саморозвитку особистості людини [3:290]).  
У галузях психології, соціології та лінгвістики: концептуальне обґрунтування моделі піраміди сфер духовного буття людини (отримала [7] назву піраміди Клименюка) [4:305-331] (загальна модель перетину піраміди Клименюка [4:306]; універсальна кібернетична матриця для побудови сімейства моделей саморозвитку процесів мислемовлення та миследій індивіда та приклади її застосування [4:308]: модель саморозвитку процесу мислемовлення та миследій індивіда [4:310], модель взаємодії управляючих впливів, від якої залежить результат саморозвитку когнітивних процесів мислемовлення та миследій індивіда [4:314]; методологічна схема співвіднесення існуючих у психології уявлень зі сферами перебігу когнітивних процесів у психіці людини  [4:316]; методологічна концепція моделювання флуктуацій емоційно-енергетичних потенціалів мислемовлення та миследій людини  [4:318-331] (модель зон впливу параметрів порядку на рівні емоційно-енергетичних потенціалів саморозвитку концептів у сферах духовного буття індивіда [4:319], схема розподілу прагма-енергетичних потенціалів висловлень і дій в екзистенційній, ментальній та трансцендентній сферах духовного буття індивіда [4:320], сітка координат для моделювання динаміки саморозвитку емоційних та прагматичних потенціалів концептів у сферах духовного буття індивіда [4:321,325], приклад графічного оформлення психо-енергограми саморозвитку когнітивних процесів мислемовлення та миследій індивіда [4:327]); концептуальне обґрунтування міждисциплінарної функційної мегакласифікації інстинктів, емоцій та почуттів  [4:360-386] (міждисциплінарна лінгво-психологічна класифікація інстинктів людини [4:369], міждисциплінарна лінгво-психологічна мегакласифікація інстинктів, емоцій та почуттів людини [4:374], ідеалізовані схеми варіантної взаємодії потоків психо-фізіологічної енергії людини у саморозвитку емоційно-когнітивного хаосу її мислення [4:381]).
У галузях міждисциплінарного гуманітарного знання: обґрунтування сутності і змістового насичення багаторівневого міждисциплінарного поняття «концепт» як елементу концептосфери мислення людини [4:205-214]; просторова концептуальна модель загальнонаукової картини світу [4:219], модель площинного перетину концептуального насичення загальнонаукової картини світу [4:221]; міждисциплінарна синергетична концепція енергетичного забезпечення саморозвитку когнітивних процесів у психічній сфері людини [4:256-268] (модель синергетичної системи енергетичного забезпечення когнітивних процесів [4:268]); енергетична концепція породження й декодування мовлення індивідом [4:269-286]; розроблені у співавторстві з А.А. Калитою умовні структурно-енергетичні схеми породження і декодування мовлення комунікантами [4:273] та узагальнена модель перерозподілу енергії емоційно-прагматичного потенціалу висловлення між засобами його актуалізації [4:283]; концепція застосування синергостатистики в гуманітарних дослідженнях [4:425-432], універсальне методологічне правило «золотої третини» [4:429]; методологія побудови енергограм та психо-енергограм [4:547-620] (психо-енергограми реалізації комунікативних стратегій впливу на аудиторію [4:549], психо-енергограми когнітивного саморозвитку комплексів засобів матеріалізації висловлення індивідом [4:592], психо-енергограми когнітивної взаємодії головних думок-концептів із думками-аконцептами в потоці мислення людини [4:595, 597, 601], психо-енергограма саморозвитку процесу добору мовцем лексичних засобів комунікації [4:607], психо-енергограма саморозвитку у психіці мовця логіки розуміння проблеми, що ним обговорюється [4:611]).

## Літературна діяльність
Поетична творчість О.В. Клименюка, представлена яскравими сколами бачення світу вченим, філософом, ліриком, втілилася в російськомовних збірках «Беря у неба жизнь взаймы» (1999 р.), «Расплескало бытие безобразие свое» (2004 р.) та «Раздумий вольное течение» (2014 р.), «На карте судеб полустанки есть» (2023), «Троестрочие раздумий» (2023), «Афоризмы, сентенции, мыслей обрывки» (2023), на сторінках яких на читача чекає зустріч з віршами, есе й афоризмами, кількість яких сягає понад чотири тисячи.
Останнім часом епіграфами до наукових статей нерідко використовуються афоризми О.В. Клименюка, оскільки вони як особливий жанр філософської творчості здатні не лише активувати асоціативне мислення дослідників різних сфер наукового знання, але й породжувати в їхній свідомості парадоксальні ідеї нетрадиційного розгляду вже відомих ноуменів соціального й духовного буття людини. Він є також автором нової поетично-філософської форми віршів, яка отримала назву «троестрочие раздумий».

## Наукові праці
Автор та співавтор 15 винаходів, 30 впроваджень машин і технологічних ліній у виробництво, 4-х монографій та 4 підручників.

### Монографії
- Клименюк О.В. Системний підхід до інтенсифікації технологічних процесів: монографія. Тернопіль: Лілея, 1998. 264 с.
- Клименюк А.В. Знание, познание, когниция: монография. Тернополь: Підручники і посібники, 2010. 304 с.
- Калита А.А., Клименюк А.В. Методологические основы когнитивных лингво-энергетических исследований: монография. Киев: МПП «ЛИНО», 2022. 644 с.
- Калита А.А., Клименюк О.В., Тараненко Л.І. Маніпуляція в мовленнєвій комунікації : монографія. Київ: КПІ ім. Ігоря Сікорського: Політехніка, 2024. 184с.

### Підручники й посібники
- Клименюк А. В. Методология и методика педагогического исследования. Постановка цели и задач исследования [учебник] / А. В. Клименюк, А. А. Калита, Э. Н. Бережная.  Київ: ГП ППО «Укрвузполиграф», 1988.
- Клименюк А. В. Методология и методы научного исследования. Київ: «Милениум», 2005.  186 с.
- Клименюк О. В. Технологія наукового дослідження: [авторський підручник] / Олександр Валеріанович Клименюк.  Київ-Ніжин: ТОВ "Видавництво «Аспект-Поліграф», 2006.  308 с.
- Клименюк О. В. Виклад та оформлення результатів наукового дослідження: [авторський підручник] / Олександр Валеріанович Клименюк.  Ніжин: ТОВ "Видавництво «Аспект-Поліграф», 2007.  398 с.